# Takaši Kasahara
Takaši Kasahara (japonsko 笠原 隆), japonski nogometaš, * 26. marec 1918.
Za japonsko reprezentanco je odigral eno uradno tekmo.